# Universität Chieti-Pescara
Die Universität Chieti-Pescara „Gabriele d’Annunzio“ (italienisch Università degli Studi „Gabriele d’Annunzio“, Ud’A) ist eine Universität mit Hauptsitz in der italienischen Stadt Chieti, Nebensitz in Pescara sowie einigen Einrichtungen in Vasto, Lanciano, Torre de’ Passeri und Torrevecchia Teatina.
Die Universität zählt derzeit etwa 23.000 Studierende.

## Fakultäten
Die Universität verfügt über zehn Fakultäten:
- Fakultät für Architektur
- Fakultät für Bildung
- Fakultät für Literatur und Philosophie
- Fakultät für Mathematik, Physik und Naturwissenschaften
- Fakultät für Medizin
- Fakultät für Moderne Sprachen und Literatur
- Fakultät für Pharmazie
- Fakultät für Psychologie
- Fakultät für Soziologie
- Fakultät für Sportwissenschaft
- Fakultät für Unternehmensführung
- Fakultät für Wirtschaftswissenschaften